# Галогеніди стануму
Галогені́ди олова (рос. галогениды олова, англ. halides of tin) — хімічні сполуки олова з галогенами: SnX2 і SnX4 (Х= F, Cl, Br, I).
Для Sn ступінь окиснення ІІ є більш характерним, ніж IV, галогеніди SnX2 стабільніші за SnX4. Структура останнього в кристалах октаедрична.